# Конда (річка)
Конда́ — річка у Росії, ліва притока Іртиша (басейн Обі), тече у Ханти-Мансійському автономному окрузі по Кондинській низовині (західна частина Західно-Сибірської рівнини).

## Фізіографія
Конда починається у Кондинському болоті на заході Ханти-Мансійського автономного округу на висоті 130 м над рівнем моря. Вона тече по Кондинській низовині, спочатку на південний захід, потім на південь та південний схід; перед злиттям з Іртишем повертає на північний схід. Конда впадає в Іртиш дещо вище села Тюлі (20 м над рівнем моря), за 50 км на південний схід від Ханти-Мансійська.
Характер річки рівнинний на всьому протязі; річище дуже звивисте. Береги сильно заболочені і рясніють озерами різного розміру. Сама Конда протікає через кілька озер, найбільше з яких — Турсунтский Туман. Загальна площа усіх озер становить 541 км². Протягом останніх 50 км Конда тече паралельно Іртишу і ще до основного гирла з'єднується з ним кількома дрібними рукавами (Помогайка, Стариця та іншими). Поблизу гирла русло Конди має 500 м завширшки і глибину кілька метрів, швидкість плину близько 0,5 м/с.

## Гідрологія
Довжина Конди 1097 км, площа водозбірного басейну 72 800 км². Середньорічний стік, виміряний за 72 км від гирла біля села Алтай у 1962—1998 роках, становить 342 м³/c; максимум спостерігається у червні (631 м³/c), мінімум — у березні (94 м³/c). За період спостережень абсолютний мінімум місячного стоку (54,2 м³/с) спостерігався у лютому 1969  і березні 1978 років, абсолютний максимум (987 м³/с) — у червні 1979.
Живлення мішане з переважанням снігового. Замерзає наприкінці жовтня — початку листопада, скресає наприкінці квітня — другій половині травня.
Головні притоки: ліві — Мулим'я, Великий Тап, Юконда, Кама, праві — Євра і Кума.

## Інфраструктура
Річка судноплавна на 685 км від гирла (до селища Мулим'я) . Річка використовується для лісосплаву.
Населені пункти над Кондою: Зеленоборськ, Чантир'я, Мулим'я, Урай, Половинка, Луговий, Мєждуреченський, Ямки, Кондинське, Болчари, Алтай, Кама, Тюлі. Урай — єдиний з них, що має статус міста.
У верхів'ях поблизу Конди проходить залізнична лінія Сєров — Івдель — Приоб'є; залізнична станція у Зеленоборську носить ім'я річки — Конда. Селище Мєждуреченський — кінцевий пункт збудованої в 1960-х роках залізничної лінії Єкатеринбург — Мєждуреченський (станція Устьє-Ача).
В басейні Конди поблизу Урая розташоване Шаїмське родовище нафти — перше з розвіданих західносибірських нафтових родовищ (видобуток почато в 1960 році). Ще одне родовище існує на захід від верхів'їв Конди біля міста Совєтський.
За винятком доріг, прокладених у верхів'ях і середній течії Конди для забезпечення нафто- та газодобічі, інфраструктура прилягаючих до Конди місцевостей розвинена дуже слабо.